# تشابلويت (مسلسل)
تشابلويت (بالإنجليزية: Chapelwaite)‏ هو مسلسل تلفزيوني من فئة الرعب الأمريكي مبني على القصة القصيرة أرض القدس [الإنجليزية] للكاتب الأمريكي ستيفن كينغ. كتبه بيتر وجيسون فيلاردي، وعرض لأول مرة على قناة إيبيكس في 22 أغسطس 2021.

## مقدمة الحبكة
بعد وفاة زوجته المأساوي في البحر، يعود الكابتن تشارلز بون (أدريان برودي) وأطفاله إلى بلدة ملتقى الواعظ الصغيرة في ولاية ماين، حيث يطاردهم تاريخ عائلي مظلم كان في انتظارهم لمواجهته.

## الممثلون والشخصيات
- أدريان برودي بدور النقيب تشارلز بون
- إميلي هامبشاير في دور ريبيكا مورغان
- جينيفر إنس في دور هونور بون
- سيرينا جولامجوس بدور لوا بون
- إيان هو في دور تاني بون
- إريك بيترسون في دور صامويل جالوب